# Andes (Antioquia)
Andes é uma cidade e município da Colômbia, no departamento de Antioquia. Dista 126 quolômetros de Medellín, a capital do departamento, e possui uma superfície de 444 quilômetros quadrados.